# Tekken: Blood Vengeance
Tekken: Blood Vengeance es una película de animación 3D de acción dirigida por Youchi Mori estrenada el 3 de septiembre de 2011 en Japón. Forma parte del universo de la serie de videojuegos Tekken., y se basa en los hechos que suceden en Tekken 6.
La película se estrenó en Norteamérica por Bandai Entertainment el 26 de julio de 2011 y en Australia el 27 de julio de 2011 en una proyección única y exclusiva. Se estrenó el 3 de septiembre de 2011 en Japón.
La película fue lanzada en Blu-ray Disc (incluido en el disco de la PlayStation 3 del juego Tekken Hybrid ) el 22 de noviembre de 2011 en los EE. UU., y el 1 de diciembre de 2011 en Japón.
La versión 2D de la película también se lanzó como DVD independiente el 22 de noviembre de 2011 en los EE.UU, y el 1 de diciembre de 2011 en Japón. 
Más tarde se incluyó con el título de Nintendo 3DS , Tekken 3D: Prime Edition .

## Desarrollo
En la escena inicial, aparece una motorista en medio de la carretera, un camión se cruza en su camino, pero la mujer ya se había percatado de que era una emboscada, ambos vehículos chocan produciéndose una gran explosión. La extraña motorista resulta ser Nina Williams y del camión en llamas sale su odiada hermana, Anna Williams. Ambas hermanas comienzan a luchar, pero son interrumpidas por la llegada de soldados de la G Corporation que llegan para arrestar a Nina, pero esta logra escapar. Anna les dice que no será necesario perseguirla, ya que todo eso solo era un señuelo.
En la base de la Mishima Zaibatsu, Jin Kazama se muestra descontento por el fracaso de la operación, y envía a Nina a Rusia para utilizar un "elemento" perfecto para el espionaje. Nina le recuerda a Jin lo que sucederá si se enfrentan el y Kazuya, pero Jin le dice que si el mundo debe ser destruido si luchan, que así sea. Mientras, en la base de la G Corporation, Anna le dice a Kazuya Mishima que han recibido informes desde Kioto de que el sujeto superviviente de "Mutare" se encuentra allí, Anna dice tener a la persona ideal para espiar allí, Ling Xiaoyu.
Ya en Japón, Xiaoyu llega tarde como siempre al Instituto Politécnico Mishima, allí es reprendida por Ganryu, profesor de gimnasia en el instituto. Es llevada al despacho del director, pero resulta ser una trampa y es atacada por Anna Williams, esta le ordena partir a Kioto a investigar a un estudiante. Xiaoyu se niega pero Anna la chantajea diciéndole que el instituto donde ella está no es exclusivo de la Mishima Zaibatsu, y que consiguió los datos de ella gracias al torneo Tekken, Xiaoyu se ve forzada a aceptar. Anna le dice que asistirá a la Academia Kyogoku, allí es recibida por Lee Chaolan, profesor de la academia.
En la academia se celebra una fiesta, y Xiaoyu planea una forma de encontrarse con el misterioso estudiante, de la azotea cae precisamente el chico que busca, Xiaoyu lo salva de caerse al suelo, pero el joven no parece agradecérselo, una chica llamada Alisa Bosconovitch le cuenta que es la segunda vez que intenta suicidarse. Por la noche, Xiaoyu y Alisa se cuelan en los dormitorios masculinos y Xiaoyu llega a la habitación del joven, llamado Shin Kamiya. En ella Xiaoyu ve una foto donde estaban Shin y el propio Jin, resultando que también estudió en la Politécnica Mishima. Xiaoyu ve al chico duchándose y aprovecha para mirarle, pero la sorprende Alisa y ambas se marchan corriendo. En la ducha, Shin resultó que las había estado observando todo el rato, además, un sujeto le felicita por enfrentarse a ellas y lo llama 78M. Ya en la calle, Alisa acusa a Xiaoyu de ser una mirona y esta se excusa diciendo que le gusta Shin, como Alisa también dice gustarle, deciden competir por él.
Tras eso, en sus aposentos, Anna felicita a Xiaoyu por el trabajo, esta se enfada por no decirle que Shin y Jin se conocían. Anna le dice a Xiaoyu que hacía unos años, una clase entera de la Politécnica Mishima desapareció, no se hizo ninguna investigación, y solo hubo un superviviente, uno que no podía morir, Shin Kamiya.
De nuevo en la academia, Xiaoyu ve a Alisa hablando con Shin, este se acerca a Xiaoyu para librarse de Alisa. Xiaoyu le revela que también fue estudiante de la Politécnica Mishima. En la azotea, Xiaoyu le pregunta si sabía algo acerca de la desaparición de estudiantes, Shin dice no saber nada. En los pasillos, Shin dice que ya es hora de empezar. En los jardines de la academia, Xiaoyu y Alisa comienzan a hablar, y Xiaoyu le cuenta su historia con Jin y lo que lo echa de menos, Alisa dice estar dispuesta a seguir intentando salir con Shin, y le dice que al día siguiente habrá un concurso de popularidad. Al día siguiente, en el concurso, en un vídeo de Shin, se puede ver a este siendo detenido por soldados. Xiaoyu corre hasta una habitación donde ve que ya habían secuestrado a Shin, de repente, Alisa se paraliza y comienza a recibir órdenes, tras volver en sí, ataca a Xiaoyu y la lanza por la ventana.
Al día siguiente, Xiaoyu busca información acerca de Alisa y ve que es un robot de la Mishima Zaibatsu, entonces es atacada por Anna, la cual le dice que se encargue de eliminar a Alisa y que ella buscará al "espécimen". De nuevo en los jardines de la academia, Xiaoyu y Alisa se vuelven a encontrar, pero esta vez para pelear, la lucha resulta ser igualada, pero cuando Alisa activa su "modo de batalla", logra derrotar a Xiaoyu, cuando se dispone a rematarla, detecta una gran señal de calor en el cielo, entonces de un helicóptero surgen Anna Williams y un montón de soldados de la G Corporation, los cuales atacan a Alisa, Xiaoyu la defiende, pero cuando iban a ser eliminadas, son salvadas por Panda, la mascota de Xiaoyu. Xiaoyu, Alisa y Panda se ocultan en un bosque, allí son sorprendidas por Lee Chaolan, el cual se ofrece a llevarlas a su mansión a que pasen la noche. Ambas hablan de que ni la G Corporation ni la Mishima Zaibatsu son responsables del secuestro de Shin.
Por otra parte, en la base de la Mishima Zaibatsu, Nina le dice a Jin que Alisa ha dejado de seguir órdenes y que la desconecte. Mientras, Xiaoyu y Alisa se cuelan en los laboratorios de la academia para investigar, al localizar los documentos de Shin, ven que participó en un experimento llamado «Mutare», todos los alumnos desaparecidos murieron en el proceso, excepto Shin. Deduciendo que Shin es inmortal porque su cuerpo contiene la célula M. En el documento, Xiaoyu observa el nombre de Heihachi Mishima y le explica a Alisa la historia de la familia Mishima. Ya de vuelta en la mansión, soldados de la G Corporation entran en ella buscando a Xiaoyu y Alisa, pero todo resulta ser un engaño y ambas ya se han marchado a una exposición de Mokujin que se llevará a cabo en un castillo de Kioto. De pronto, aparece Nina frente a Anna.
Al llegar al castillo, se encuentran a Shin rodeado de soldados, este les dice que se ha usado de cebo, de pronto surge la figura de Jin Kazama, por otro lado también aparece Kazuya, pero aparece también alguien no se esperaba que apareciera, Heihachi Mishima. Shin revela haber hecho todo eso para vengarse de Heihachi y le ataca, pero no es rival para el legendario maestro de artes marciales, y Heihachi le rompe la columna vertebral, Shin finalmente muere en brazos de Alisa. Al final, los tres miembros de la familia Mishima deciden zanjar sus diferencias de una vez por todas.
En la espectacular pelea que se libra en el castillo entre Jin, Kazuya y Heihachi, el primero logra arrojar a Heihachi por el barranco haciéndole atravesar una pared, quedando únicamente Jin y Kazuya mano a mano. Kazuya revela el estado avanzado del Gen diabólico, derrotando a Jin con facilidad. Al ir a rematarlo, sabiendo lo importante que es Jin para Xiaoyu, Alisa se interpone y Kazuya la aplasta partiéndola por la mitad, ante la impotencia de Xiaoyu. Jin entonces muestra también su estado avanzado de la "sangre maldita", pero es incapaz de controlar su poder y es derrotado de nuevo por Kazuya. Pero Jin revela que es capaz de controlar perfectamente el Gen diabólico en su estado avanzado, Jin entonces derrota a Kazuya, que cae por el barranco, mientras cae, le dice: "esto no ha terminado".
De nuevo en la mansión de Lee Chaolan, Nina y Anna están exhaustas tras su pelea y Nina cae inconsciente, Anna es reanimada por un soldado de la G Corporation y pide que le administren tratamiento médico, diciendo que si Nina muriera, su vida sería mucho más aburrida. Mientras, en la pelea en el castillo, Xiaoyu llora la "muerte" de Alisa, pero de repente, suena la voz de Heihachi. De la tierra surge Heihachi que reanima el espíritu de la tierra de Kioto, Heihachi se funde con el espíritu del castillo, que resultó estar formado por innumerables Mokujin, Jin trata de luchar contra el titán pero no es rival, Heihachi trata de aplastar a Xiaoyu y Alisa, pero los Mokujin se rebelan contra el, aun así, Heihachi logra controlarlos. Viendo la lucha entre Jin y Heihachi, Xiaoyu llora, lo que provoca que Alisa se reanime, y esta con su último esfuerzo, lanza sus brazos contra el titán, golpeando de lleno a Heihachi, lo que aprovecha Jin para partir por la mitad al titán. Ya de día otra vez, Jin, Xiaoyu y Alisa se reencuentran, Jin ordena a Alisa que se restaure y esta vuelve a la normalidad pese a estar completamente destrozada, Jin entonces se pierde volando en el horizonte.

## Reparto de voces
| Personaje                     | Seiyū              | Primer juego de Tekken en salir |
| ----------------------------- | ------------------ | ------------------------------- |
| Ling Xiaoyu                   | Maaya Sakamoto     | Tekken 3                        |
| Alisa Bosconovitch            | Yuki Matsuoka      | Tekken 6                        |
| Shin Kamiya                   | Mamoru Miyano      | Primera aparición               |
| Kazuya Mishima / Devil Kazuya | Masanori Shinohara | Tekken / Tekken                 |
| Jin Kazama / Devil Jin        | Isshin Chiba       | Tekken 3 / Tekken 5             |
| Nina Williams                 | Atsuko Tanaka      | Tekken                          |
| Anna Williams                 | Akeno Watanabe     | Tekken                          |
| Panda                         | Taketora           | Tekken 3                        |
| Lee Chaolan                   | Ryōtarō Okiayu     | Tekken                          |
| Ganryu                        | Hidenari Ugaki     | Tekken                          |
| Heihachi Mishima              | Unshō Ishizuka     | Tekken                          |
| Mokujin                       | Keiko Nemoto       | Tekken 3                        |

## Producción
La película fue anunciada por el líder del proyecto, Katsuhiro Harada, en un evento para la prensa en Dubái el 11 de mayo de 2011. El grupo de desarrollo de los videojuegos estaría involucrado en el proyecto.
Katsuhiro Harada contaba la decepción que había supuesto la película de imagen real de 2010. En cuanto al proyecto, las alabanzas de los jugadores a las secuencias CG de los juegos, así como la buena recepción del corto de cuatro minutos existente en Tekken 6, fueron los motivos principales para plantearlo.

## Curiosidades
- La batalla final entre Nina Williams y Anna Williams no se muestra en ninguna parte de la película; solo se muestra su inicio y su desenlace, pero no la batalla.

- Hay varios puntos que indican que puede haber una segunda parte de Tekken: Blood Vengeance, esos puntos son:

Se dice que Shin Kamiya es inmortal a causa de su poder, pero aun así es derrotado por Heihachi Mishima. Es posible que reviva por su poder y busque venganza.
Cuando Devil Jin en su forma avanzada logra derrotar a Devil Kazuya, este último le dice «Esto no ha terminado», planeando una venganza próximamente.
En el desenlace de la batalla final entre Nina Williams y Anna Williams mientras Nina sigue inconsciente, Anna se recupera y llegan los soldados de la G Corporation para ayudar a Anna y uno de ellos le dice: Vamos a acabar con esta mujer, refiriéndose Nina, y Anna le contesta Llevenla al hospital y este le dice va a dejarla vivir ella dice que si, planeando un nuevo encuentro futuro entre las dos.
Tras derrotar a Heihachi, y restaurar a Alisa Bosconovitch, Devil Jin le dice a Ling Xiaoyu que él sabe que va a tener un encuentro con ella y que va a estar esperando el momento, además no se sabe que ocurrió con Xiaoyu y Alisa luego de que decidieran apuntarse en el sexto Torneo del Rey del Puño de Hierro.